# Brightwell-cum-Sotwell
Brightwell-cum-Sotwell – wieś w Anglii, w hrabstwie Oxfordshire, w dystrykcie South Oxfordshire. Leży 17 km na południowy wschód od Oksfordu i 73 km na zachód od Londynu. W 2001 miejscowość liczyła 1530 mieszkańców.